# 後期重轟炸期

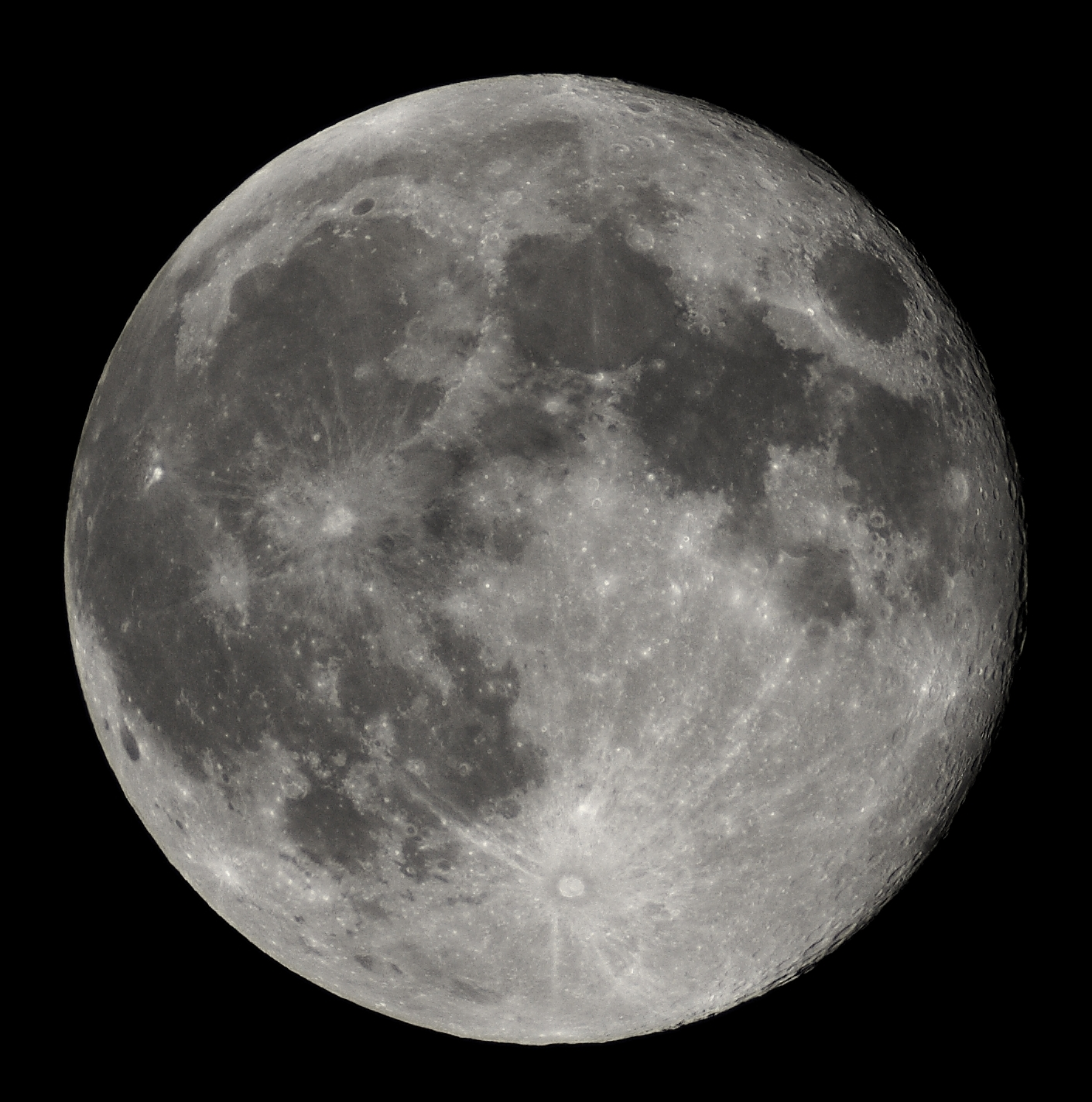
今日的月球表面上佈滿撞擊坑

後期重轟炸期又稱晚期重轟炸，是指約於41億年前至38億年前，即於地球地質年代中的冥古宙末期及太古宙初期，在内太阳系的类地行星（水星、金星、地球、火星）及其卫星上推斷曾發生的不成比例的大量小行星和彗星撞擊事件。這個事件的證據主要是基於在月球取得的樣板的測年結果，大部份隕擊熔岩都是在一段相當短的時間內形成。有很多的假說嘗試解釋進入太陽系內側的小行星或彗星碎片的成因，但卻仍未有共識。其中一個著名的理論是指當時類木行星正進入軌道，引力將在小行星帶或古伯帶的物體拋入同心軌跡並撞向類地行星。雖然如此，有些爭議指這些月球樣板的數據並不一定來自這種災難事件，而測年的結果聚集在同一段時間是因在同一的撞擊盆地取樣所致。

## 證據
後期重轟炸期的主要證據是來自從太陽神計畫採集的月球隕擊熔岩的放射性測年。大部份隕擊熔岩都被認為是由可達數十公里長闊的小行星或彗星的撞擊中產生，並形成了直徑達幾百公里的撞擊坑。阿波罗15号、阿波罗16号及阿波罗17号選擇的降落地點都是因接近雨海、酒海及寧靜海盆地。
根據運返地球後所進行的研究，這些區域收集的隕擊熔岩是在介乎41億年前至38億年前湧現。這段時間最初是由Fouad Tera、Dimitri Papanastassiou及杰拉爾德·約瑟夫·沃塞伯格於1970年代中期所發現，並假定這是月球受到密集轟炸的紀錄。他們稱之為「月球災難」，並指月球在約39億年前轟炸率開始上升。若這些隕擊熔岩都是來自這三個盆地，不單只這三個盆地是在短時間內形成，甚至其他相同地層的盆地。在當時，這個倡議備受爭議。
隨著得到更多的資料，尤其是來自月球隕石，這個理論雖然仍有爭議，但已被廣為接受。月球隕石相信是月球表面的隨機樣板，至少當中有一些是來自遠離太陽神計畫降落位點的地區。很多月球長隕石可能是來自月球遠端，當中的隕擊熔岩被測年後發現與月球災難說吻合，全部都不早於39億年前。不過它們的年代卻不是集中在一起，而是介乎39億年前至25億年前。
就高地撞擊坑大小分佈的研究發現，在後期重轟炸期時，相同類別的投射物亦擊中水星。如果水星後期重轟炸期的歷史與月球的相若，已知最年輕的卡羅維斯低地就與月球上的東方海及雨海年齡相若，所有的平原年龄都不到30億年。

## 爭議
縱然月球災難說廣為人知，但是此學說仍然備受爭議，動力主義者仍努力尋找着其形成的成因。現時有兩個主要的爭議：
1. 撞擊年代的聚集可能是因從單一盆地採樣的結果。
2. 缺乏早於41億年前的隕擊熔岩是因這些樣板已經灰塵化，或它們的年代已因近40億年內的撞擊而重置。

第一個爭議涉及從太陽神計劃降落位點採集的隕擊熔岩的源頭。當這些隕擊熔岩普遍被認為是來自最近的盆地，仍有爭議大部份是來自雨海盆地。雨海盆地是最年輕及最大的多環盆地，位於月球近中央部份。量化模型顯示大量的噴出物都會在太陽神計劃降落位點出現。根據這樣的假說，隕擊熔岩年代聚集在39億年前只反映其樣板都是採集自同一撞擊雨海的事年，而非多個。
第二個爭議針對缺乏超過41億年前的隕擊熔岩。其中一個假說指一個較老的隕擊熔岩實際是存在的，但它們因在過往的40億年間不斷受撞擊的影響，其年齡已經被重置，而不涉及甚麼災難。再者，這些假定的樣板有可能已經灰化得很細小，不可能從一般的放射性測年來確定年代。

## 地球的地理影響
若月球災難真的發生，地球亦會受到影響。從月球成坑的頻率來推斷，當時在地球亦會：
- 形成22000個或以上直徑多於20公里的撞擊坑；
- 形成約40個直徑約1000公里的撞擊盆地；
- 形成幾個直徑約5000公里的撞擊盆地；
- 約每100年造成嚴重的環境破壞。

在後期重轟炸期理論出現前，一般假設地球在約38億年前是處於融化態。在全球所有已知最古老的岩石都可以追溯至此年代，但就卻未能發現更早期的岩石，彷彿這個年代就是一個「分水嶺」。利用不同方法的測年大致上都只能到達這個年代，包括最為準確及受最少干擾的鋯石鈾鉛測年。由於沒有更早的岩石被發現，一般都假設地球是處於融化態，並為早期的冥古宙及後來的太古宙定下界線。
從掉下地球的小行星可以找出更早的岩石。這些岩石可以在南極洲，當冰川將它們帶往大陸邊緣時發現。就像地球的岩石，小行星亦有一個明顯的分水嶺，是在約46億年前。這個年代假設是在近太陽的原行星盤最先有固體形成的時期。所以冥古宙就是這些早期太空岩石的形成及地球地殼最終固化之間的時期。冥古宙亦包括了在原行星盤上行星增加的事件，及因萎縮所造成的重力勢能得以釋放，行星冷卻成為固體的事件。
後來的計算證實萎縮及冷卻的速率是按物體的大小而變化。將此計算引用到地球上，發現萎縮及冷卻出現得很快，達至1億年前。但在量度及理論上仍存在著一些謎團。
後期重轟炸期故此成為了這個問題的解釋。根據其理論，38億年前的岩石代表了被轟炸破壞後固化的地殼。位於北美洲克拉通蓋層的艾加斯塔片麻岩及西澳洲那瑞爾片麻岩層的杰克希爾斯部份都存有地球上最古老的大陸碎片，都不早於後期重轟炸期。目前地球上最古老的礦物是從杰克希爾斯發現的鋯石，發現較此時期為早，可能是在轟炸期間被較年輕的岩石包裹而保存下來。
後期重轟炸期對地球在冥古宙的歷史成為了一次革命。較舊的理論指冥古宙地球處於融化態及有明顯的火山，冥古宙其名就是指地球情況就像地獄一般。現在相信當時地球表面是固體、溫帶及有水覆蓋。這是因幾個較岩石還古老的同位素比值。
於1979年，有指在格陵蘭發現一些沉積岩，其碳同位素比值是有機物的遺跡，估計是約於38億年前。但就其測年卻備受爭議，較謹慎的指是36億年前。不論那一個年代，這時間對於無生源論的發生都太短。後期重轟炸期及地殼重新融化卻提供了可能的時間線，生命可能是在後期重轟炸期後立即形成，或是在冥古宙較早期出現並存活過來。最近的研究發現的格陵蘭沉積岩是屬於38.5億年前，顯示後者是最有可能的答案。但雖指出有關的問題仍然是一個備受爭議的話題。

## 可能成因

### 類木行星移位
就後期重轟炸期進行的一連串模擬，是由類木行星緊密分佈的太陽系開始。這種緊密的分佈本身是很穩定的，但假設存在著豐富的海王星外天體。這些遊離的海王星外天體與類木行星互相影響，使類木行星每約數億年移位一次。木星估計會向太陽系內移位，而其他的行星則向外。當木星及土星的軌道共振達至1:2時，太陽系會出現災難性的不穩定，引發太陽系外部快速的重新分佈至更闊的本星系統。當它們移位後，在小行星帶及古柏帶之間會出現共振。這種共振會增加星體的偏心率，讓它們進入太陽系內部及撞擊類地行星。

### 天王星或海王星的遲緩形成
哈羅德·利維森與他的研究隊指太陽系外側的低密度大大減慢了行星的形成。根據早期微行星的模擬，最外圍的行星，如天王星及海王星經過了幾十億年才形成。若真是這樣，這些外側行星的遲緩形成便成為了後期重轟炸期的原因。
但是在計算氣流及微行星離開太陽系外側的增長率的研究中，發現所有類木行星都有可能在極速下形成，約每1千萬年前。故此這是否造成後期重轟炸期的成因則存在疑問。

### 第五行星理論
另一個可能成因是所謂的第五行星模擬。這是指一個較火星為小的第五行星，存在於太陽系內側，在火星軌道及小行星帶之間。第五行星的軌道較為圓形但處於亞穩態，並在後期重轟炸期瓦解變成偏心性，開始將小行星拋擲及撞擊內側行星。

## 外部連結
- G. Jeffrey Taylor. . August 24, 2006  [2008-01-04]. （原始内容存档于2018-01-01）.
- Barbara Cohen. . January 24, 2001  [2008-01-04]. （原始内容存档于2021-07-15）.
- New Insight into Earth’s Early Bombardment （页面存档备份，存于） - Space.com, 17 April 2006.
- Late Heavy Bombardment was asteroidal, not cometary, The Geological Society, March 4, 2002.
- Britt, Robert Roy, "Evidence for Ancient Bombardment of Earth," 24 July 2002.